# Andy Souwer
Andreas "Andy" Souwer, detto The Destroyer ('s-Hertogenbosch, 9 novembre 1982), è un ex artista marziale ed ex kickboxer olandese.

## Caratteristiche tecniche
Dotato di un ottimo pugilato e di un repertorio completo di tecniche di calcio, Souwer è specializzato nel K-1; torneo da ring nato in Giappone negli anni 90 con uno speciale regolamento diffuso in tutto il mondo che prevede una fusione tra tecniche di Savate, Kickboxing e American full contact karate.Souwer è anche uno dei migliori professionisti al mondo nella Shoot boxing. Atleta aggressivo, a tratti attendista e gran tecnico; abbina alle notevoli capacità anche un carattere combattivo; aspetto che spesso gli ha permesso di fronteggiare e vincere avversari tecnicamente più forti. È uno degli atleti olandesi più famosi al mondo nella Kickboxing e nella Boxe Francese Savate. Ha iniziato ad allenarsi nella Ling Ho Gym di Amsterdam. Successivamente ha scelto come allenatore Andre Mannaart, spostandosi nella storica e prestigiosa scuola olandese Mejiro Gym. Dal 2005 -pur mantenendo un profondo rapporto d'amicizia con il suo ex-coach- ha fondato nella sua città natale Den Bosch una scuola e un team chiamato Souwer Sport Institute

## Carriera
Ha effettuato il suo primo combattimento a 8 anni. A sedici anni, nel 1998, ha vinto il suo primo titolo mondiale e a diciotto era già in possesso di tre titoli differenti. ha partecipato al prestigioso K-1 MAX ininterrottamente dal 2002. Vincitore nel 2005 contro Buakaw, perde la rivincita l'anno successivo, per tornare campione nel 2007 contro il giapponese Masato. Nel 2002, 2004, 2006 e 2008 si laurea campione del mondo di Shoot boxing, non riuscendo però a vincere per la terza volta il K-1 MAX, in quanto nel 2009 viene sconfitto in finale dall'italiano Giorgio Petrosyan. Dopo vari incontri in diverse partecipazioni (a Milano nell'Oktagon del 2009 e a vari eventi del brand It's Showtime) riesce a vincere nuovamente il Shoot Boxing World Tournament nel 2012. Perde il K-1 World Grand Prix del 2012 contro l'ucraino Artur Kyshenko. Decide di diventare pugile professionista nel 2014 e a marzo debutta con un KO tecnico contro Paata Varduashvili, in un incontro nella sua Den Bosch. Nell'aprile dello stesso anno ritorna in gran forma a Milano, dove all'Oktagon domina il fortissimo Yuri Bessmertny nell'incontro d'esibizione per il circuito Legend 3: Pour Homme.
Il 15 ottobre 2021 annuncia il suo ritiro dallo sport professionistico, dopo la sconfitta e l'infortunio subiti per mano di Marat Grigorian nel primo turno del torneo dei pesi piuma di ONE Championship.

## Risultati
- Kickboxing
  - 2012 It's Showtime "- 70 kg" World Champion
  - 2010 WFCA World Thaiboxing Super Welterweight (-70 kg) Champion
  - K-1 World MAX 2009 Runner Up
  - K-1 World MAX 2007 Champion
  - K-1 World MAX 2006 Runner Up
  - K-1 World MAX 2005 Champion
  - A.R.D.D.D. World Super welterweight Champion
  - F.I.M.C. World Super welterweight Champion
  - W.P.K.A. World Super welterweight Champion
  - I.S.K.A. World Super welterweight Champion
  - W.K.A. World Super welterweight Champion
  - W.M.T.A. World Super welterweight Champion
  - It's Showtime World Champion (70 kg)
- Shoot Boxing
  - 2012 S-cup World Champion
  - 2008 S-cup World Champion
  - 2006 S-cup Runner Up
  - 2004 S-cup World Champion
  - 2002 S-cup World Champion
  - W.S.B.A. World Super Welterweight Champion